# Cầu vồng tình yêu
Cầu vồng tình yêu là một bộ phim truyền hình được thực hiện bởi Trung tâm Phim truyền hình Việt Nam, Đài Truyền hình Việt Nam do NSND Trọng Trinh làm đạo diễn chính. Phim được mua kịch bản chuyển thể từ bộ phim nổi tiếng của Hàn Quốc Vinh quang gia tộc (2008). Phim phát sóng vào lúc 21h15 thứ 5, thứ 6 hàng tuần bắt đầu từ ngày 15 tháng 9 năm 2011 và kết thúc vào ngày 5 tháng 7 năm 2012 trên kênh VTV3.
Bộ phim gồm 2 phần phát sóng liên tiếp với tổng số tập là 85.

## Nội dung
Cầu vồng tình yêu xoay quanh những mối quan hệ phức tạp của hai gia đình có nhiều cạnh tranh trong thương trường. Một bên là gia đình ông Kim (NSƯT Anh Thái) – luôn coi trọng đạo lý truyền thống; bên kia là một gia đình giàu có nhưng xuất thân từ nghề buôn đồng nát của hai cha con ông Hào (Tạ Am) và Khang (Hồng Đăng). Họ là những người luôn bất chấp mọi thủ đoạn để làm giàu và mong muốn mang đến danh giá cho dòng họ dù phải mua bằng tiền. Tưởng chừng hai gia đình này không thể có sự kết hợp "môn đăng hộ đối" nhưng tình yêu đã biến những cái không thể trở thành có thể...

## Diễn viên
- Hồng Đăng trong vai Minh Khang[4]
- Hồng Diễm trong vai Mộc Miên[4]
- NSƯT Anh Thái trong vai Ông Kim
- NSND Trọng Trinh trong vai Hoàng Sơn
- Tạ Am trong vai ông Hào[5]
- Hương Dung trong vai Bà Ngọc
- NSƯT Kim Oanh trong vai Hoàng Trung
- Hải Anh trong vai Sơn Tùng[6]
- Phan Anh trong vai Thế Hiển
- Huỳnh Anh trong vai Khánh Lâm[6]
- Diệu Hương trong vai Diễm Lệ[6]
- Đan Lê trong vai Ngọc Linh[6]
- Kim Ngân trong vai Hoài An
- Minh Tiến trong vai Thế Anh
- Lương Giang trong vai Hòa
- Huyền Trang trong vai Phương Nam
- Viết Thái trong vai Trần Đăng
- Minh Nguyệt trong vai Bà Muôn
- Thu Hương trong vai Ngân
- Hằng Nga trong vai Lành
- Vũ Thu Hoài trong vai Mẫn
- Hoàng Xuân trong vai Ngọc Liên
- Thanh Dương trong vai Trưởng phòng
- Đồng Thanh Bình trong vai Quảng
- NSƯT Khôi Nguyên trong vai Giáo sư Chương
- NSƯT Hữu Độ trong vai Hiệu trưởng
- Thanh Tân trong vai Minh
- Văn Toản trong vai Cụ Toản
- NSƯT Tiến Mộc trong vai Cụ Mộc
- NSƯT Trần Ngọc trong vai Trần Ngọc
- Lê Nam trong vai Thư ký

Cùng một số diễn viên khác....

## Nhạc phim
| STT | Nhan đề                   | Sáng tác    | Thời lượng |
| --- | ------------------------- | ----------- | ---------- |
| 1.  | "Hãy mở cửa nhé tình yêu" | Xuân Phương | 4:35       |
| 2.  | "Cảm ơn cuộc đời"         | Xuân Phương | 4:51       |
| 3.  | "Giấc mơ chỉ là giấc mơ"  | Đức Trí     | 4:46       |
| 4.  | "Một tình yêu ước ao"     | Duy Chiến   | 4:30       |

## Đón nhận
Tại thời điểm phát sóng, Cầu vồng tình yêu đã nhanh chóng thu hút được nhiều tầng lớp người xem bởi nội dung dễ hiểu, bám sát với phong tục tập quán của người Việt và diễn xuất chắc tay từ dàn diễn viên hùng hậu, dù trước đó khi công bố kế hoạch sản xuất phim chuyển thể từ kịch bản gốc của bộ phim truyền hình Hàn Quốc Vinh quang gia tộc, nhiều khán giả đã bày tỏ lo ngại rằng bản Việt hóa của phim sẽ dễ trở nên nhạt nhẽo và hời hợt như với nhiều phim trước đó. Cũng trên một diễn đàn điện ảnh, chủ đề của bộ phim này lên đến hơn 600 trang; nhiều người xem đã bày tỏ sự thích thú đối với phần nhạc và lời thoại trong phim.